# Pasquale Foggia
Pasquale Foggia (* 3. Juni 1983 in Neapel, Italien) ist ein ehemaliger italienischer Fußballspieler.

## Spielerkarriere

### Im Verein
Pasquale Foggia startete seine Karriere als Profifußballer 1999 beim AC Mailand, wo er insgesamt sieben Jahre (bis 2006) unter Vertrag stand, jedoch nie in einem Ligaspiel eingesetzt wurde. Die ersten drei Jahre als Profi verbrachte Foggia als Leihspieler beim FBC Treviso. Anschließend wurde er an den FC Empoli verliehen (2003/04), sowie für die Rückrunde der Saison 2004/05 an den FC Crotone. 
Nach einer Saison als Stammspieler bei Ascoli Calcio wurde Foggia 2006 vom Erstligisten Lazio Rom verpflichtet. Dort kam er zwar regelmäßig in seinem ersten halben Jahr zum Einsatz, doch man entschied sich Foggia für die Rückrunde an Reggina Calcio auszuleihen. In der Spielzeit 2007/08 stand Foggia bei Cagliari Calcio als Leihspieler unter Vertrag.
Zum Ende der Saison 2012/13 wechselte er zum Dubai CSC und unterschrieb dort einen Einjahresvertrag mit der Option für ein weiteres Jahr. Im August 2013 wechselte er nach Italien zurück, wo er sich US Salernitana anschloss. Hier beendete er 2014 seine Karriere.

### In der Nationalmannschaft
Nachdem er bereits seit der U-15 in den italienischen Junioren-Auswahlmannschaften gespielt hatte und 2006 vier Partien für die U-21 Italiens bestritten hatte, debütierte Pasquale Foggia am 13. Oktober 2007 beim 2:0-Sieg im EM-Qualifikationsspiel gegen Georgien unter Roberto Donadoni in der italienischen A-Nationalmannschaft.

## Erfolge
- Italienischer Pokalsieger: 2009